# Кулошвили, Михаил
Михаил Рафаэль Кулошвили (груз. მიხეილ ყულოშვილი; 1825, Гах — 1918) — грузинский ингилойский священнослужитель, священник, общественный деятель, канонизирован Грузинской православной церковью в лике святых (2012). Публиковал свои произведения в грузинской периодике под псевдонимом «Эретели».

## Биография
Родился в 1825 году в селе Кахи в семье отца Рафаэля и матери Сабедо.
Учился писать и читать при помощи родственников, свободно владел русским, азербайджанским и армянским языками, в том числе писал на них и разбирался в чтении.
Изначально служил в качестве муллы, затем в 1857 году принял крещение как христианин. В 1858 году появилась первая приходская школа, в чем также была заслуга отца Михаила. Сама школа была открыта в доме, в которой было два класса обучения. Сама школа на то время имела большое значение, а сам Михаил закупал учебники для своих своих учеников и обучал детей ингилистов бесплатно. Также со слов его ученика Мосе (Моисея) Джанашвили, который учился в его школе, отец Михаил восстановил здание Свято-Троицкого собора.
С 1910 года являлся членом «Общества распространения грамотности среди грузин». Принимал участие в деятельности общества.
Убит в 1918 году. Отца Михаила заманили под предлогом того, что его увезут в больницу, но заперли в подвале и заставили принять ислам. Со слов статьи в Национальной парламентской библиотеки Грузии, его тело было найдено в густом лесу, которое было завёрнуто в саван.

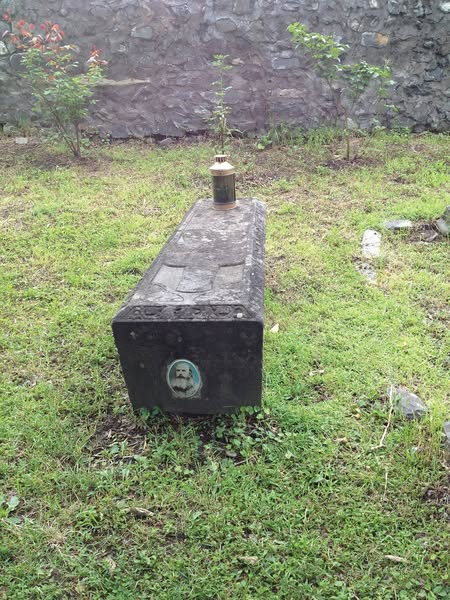
Гроб Михаила Кулошвили

## Канонизация
5 июля 2012 года Грузинская православная апостольская церковь канонизировала Михаила Кулошвили как святого и установила 5 июля днем его памяти.